# Victor Sjöström (låtskrivare)
Carl Victor Sjöström, född 22 april 1989 i Söndrums församling, Hallands län, är en svensk låtskrivare.
Sjöström och Sebastian Atas driver musikgruppen Jubël.

## Låtar
- 2018 – Name You Beautiful (tillsammans med Sebastian Atas, Viktor Broberg och Per Gessle).

### Melodifestivalen
- 2022 – Innocent Love (tillsammans med David Lindgren Zacharias, Viktor Broberg, Victor Crone och Sebastian Atas).
- 2024 – Awful Liar (tillsammans med David Lindgren Zacharias, Victor Crone och Sebastian Atas).